# 秀英区
秀英区是中国海南省海口市最西部的市辖区，也是海口行政中心所在地。轄区总面积511.5平方公里，总人口約57万人。區人民政府駐秀華路2號。

## 行政区划
秀英区下辖2个街道办事处、6个镇：
秀英街道、海秀街道、长流镇、西秀镇、海秀镇、石山镇、永兴镇和东山镇。

## 人口
根据第七次人口普查数据显示：秀英区常住人口567108人，其中男性比例54.35%，女性比例45.65%,年龄结构中0-14岁人口20.03%，15-59岁人口占68.65%，60岁以上人口占11.32%，其中65岁以上人口占7.79%。

## 交通

### 公路
- 海南环线高速、 海乐高速、 224国道、 225国道过境。

### 铁路
- 海口站：粤海铁路、海南環島高速鐵路、海南西環鐵路、海口市郊鐵路
- 長流站：海南環島高速鐵路、海口市郊鐵路
- 秀英站：海南環島高速鐵路

### 航運
- 海口港

## 风景名胜
- 秀英炮台
- 海口石山火山群國家地質公園